# Cristóbal Reyes
Cristóbal Reyes (Córdoba (España), 1943) es un bailaor y coreógrafo de flamenco español, director de la Compañía de Flamenco Cristóbal Reyes.

## Biografía
Hijo de una familia de artistas gitanos -entre los que se cuenta a su sobrino Joaquín Cortés- inició su carrera profesional en los tablaos de Madrid para después formar parte de las compañías de Manuela Vargas y Antonio Ruiz. En las décadas de 1970 y 1980, fue director y coreógrafo de espectáculos como Cumbre Flamenca (1985). En 1987 probó suerte creando el efímero tablao Zambra de la calle Velázquez nº 8 de Madrid (recuperando el nombre del mítico tablao Zambra de Los Jerónimos), donde dirigió a figuras del flamenco como Javier Baron, Joaquín Ruiz y Juana Amaya, entre otros. En 1992 creó el espectáculo Cinco Bailaores, protagonizado por Reyes, Antonio Canales, Joaquín Cortés, Adrian Galia y Joaquín Grilo.
Formó asimismo su propia compañía, Flamenco Progresivo, y en el año 2000, Pura Pasión, producida por su sobrino Joaquín Cortés, y en la que actuaron artistas como Rafaela Carrasco, Belen Maya, Maria Juncal, Carmen La Talegona y Olga Pericet. También colaboró con su sobrino como coreógrafo en los espectáculos Pasión Gitana y El Amor y el Odio.